# Hemigrapha
Hemigrapha — рід грибів родини Hysteriaceae. Назва вперше опублікована 1975 року.